# Жиляєв Микола Іванович
Микола Іванович Жиляєв (10 серпня 1939 року, с. Чечельник, Вінницька область — 26 серпня 2020 року, м. Тернопіль, Україна) — акушер-гінеколог.

## Навчання
1962 року Жиляєв Микола Іванович закінчив Станіславський медичний інститут (нині Івано-Франківський національний медичний університет). 1990 року йому присвоєно вчене звання доцента. 1992 року здобув звання доктора медичних наук, захистивши докторську дисертацію, присвячену вивченню змін перекисного окиснення ліпідів і ендогенної антиокиснювальної системи при неспецифічних запальних процесах внутрішніх статевих органів у жінок. Через рік 1993 року став професором. За час роботи у медичному університеті підготував 3 кандидатів наук.

## Медична практика
З 1964 року по 1975 працював лікарем у Мукачевській філії Львівського науково дослідницького інституту педіатрії, акушерства та гінекології. З 1975 року працював у Тернопільському медичному університеті. 1988 року займав посаду завідувача кафедри акушерства та гінекології факультету післядипломної освіти. З 1998 року — професор кафедри медичного факультету. Жиляєв Микола Іванович вивчає проблеми профілактики і терапії неспецифічних запалень захворювань жіночих внутрішніх статевих органів, а також гормональні діагностики та лікування невиношуваності вагітності.

## Праці
Жиляєв автор і співавтор 80 наукових публікацій, методичних рекомендацій, 1 монографії і 2 навчальних посібника. Має 1 авторське свідоцтво на винахід, 25 рацпропозицій.
- Неспецифічні запальні захворювання внутрішніх статевих органів жінок;
- Акушерський фонтом;
- Акушерство: фонтомний курс;
- Оперативна хірургія в акушерстві та гінекології;
- Оперативне акушерство;
- Вступ до оперативного акушерства та гінекології.